# Graslei
 (janvier 2009).
Si vous disposez d'ouvrages ou d'articles de référence ou si vous connaissez des sites web de qualité traitant du thème abordé ici, merci de compléter l'article en donnant les références utiles à sa vérifiabilité et en les liant à la section « Notes et références ».
Le Graslei (ou quai aux Herbes, de son nom officiel français d’autrefois), haut-lieu touristique de la ville de Gand en Belgique, est un alignement de maisons d'époques et de styles divers, dont l’authenticité est variable, sur la rive droite de la Lys. La plus ancienne façade est romane, certaines de ces maisons ont vu leur façade refaite aux XVIIe et XVIIIe siècles, d'autres ont fait l’objet de restaurations parfois hardies (voire sont le résultat de reconstructions) effectuées au début du XXe siècle, en vue de l’exposition universelle de 1913.

## Histoire
Le nom de Graslei n’a été donné qu’à partir du milieu du XVIIIe siècle ; auparavant, le quai s’appelait Korenlei ('quai aux Grains'), comme se nomme encore aujourd’hui la rue sur la rive opposée. Mais le port sur la Lys, le premier à Gand à avoir été doté, dès 1562, d’un quai en pierre, a toujours été désigné par les bateliers du nom de Tusschen Brugghen (soit: 'Entre Ponts'). Les marchands de céréales, dont la marchandise était en majeure partie en provenance de Picardie, devaient ici s’acquitter de l’octroi et du tonlieu (taxe d’entreposage et de vente, à concurrence d’un quart de la cargaison) auprès des percepteurs municipaux, qui avaient leur bureau dans une maisonnette à droite du Spijker (v. ci-dessous). Le tonlieu sur le blé fut aboli dans la première moitié du XVIIIe siècle, mais avait déjà beaucoup perdu de sa rigueur dès le XVe, les autres villes flamandes faisant de plus en plus appel à d’autres filières pour se soustraire au tonlieu gantois. Dans les environs du Graslei, on comptait au XVIe siècle jusqu’à 150 entrepôts à grains, y compris privés (les beerie). Lors de travaux de rénovation pratiqués derrière les maisons du quai ont été mis au jour les parois d’un canal, creusé perpendiculairement à la Lys, et destiné sans doute à desservir les entrepôts à céréales bordant la toute proche place du Marché-aux-Grains (Korenmarkt).

## Description
Les édifices, au nombre de dix, qui composent la célèbre enfilade du Graslei sont, du nord au sud (ou de gauche à droite sur la photographie ci-dessous) :
- De Verberrende Steen (litt. 'maison brûlée', sis à l’angle de la rue Hooiaard et du Graslei) : datant du XIVe siècle, ce steen (maison en pierre) fut remanié en 1725, mais sans que le cœur du bâtiment en fût altéré. La dernière restauration, peu interventionniste, sous la direction de l’architecte A.R. Janssens, remonte à 1911.

- De Beerie (Graslei n°5) : derrière la façade baroque de 1726 se cache une construction beaucoup plus ancienne, remontant (sur la foi de constatations archéologiques) au Moyen Âge.

- Den Witten Leeuw ('Le Lion blanc', Graslei n°6) : mentionné pour la première fois en 1349 sous le nom de Middelhuus, cet édifice fut exhaussé en 1786 et sa façade à pignon changée en mur gouttereau. A. R. Janssens, qui le restaura en 1913, tenta, en l’absence cependant de sources authentiques, de lui donner l’aspect qu’il avait au XVIIe siècle.

- Graslei n°7 : aucun document iconographique ne nous est parvenu qui pourrait nous renseigner sur l’état antérieur de cet édifice. Son aspect actuel est probablement dû pour une grande part à l’imagination de l’architecte A. R. Janssens, chargé de le restaurer en 1913.

- Maison Den Enghel (Den Inghel, Den Engel, 'l'Ange', Graslei n°8) : cette façade, caprice de l’architecte Janssens, est en réalité une copie, réalisée en 1912, d’une autre façade gantoise, située rue de Catalogne, à laquelle furent en outre incorporés des éléments du gothique brabançon. Le cœur du bâtiment est une construction du Moyen Âge, et l’entresol a même conservé la maçonnerie ancienne. Le bâtiment servit de siège à la corporation des brasseurs du milieu du XVe au milieu du XVIe siècle.

- Eerste Korenmetershuis ('Première Maison des mesureurs de grains', Graslei n° 9) : cet édifice fut de 1435 à 1540 le premier siège de la corporation des mesureurs de grains. Ceux-ci étaient chargés, d’une part, de mesurer le blé déchargé à Gand (en remplissant de blé jusqu'à ras bord des cuves de bronze calibrées) et d’autre part, de fixer la quantité de blé pouvant être commercialisée sur le marché gantois. La restauration de 1913, confiée à A. R. Janssens, rétablit le pignon à redans originel, qui avait été remplacé à la fin du XVIIIe siècle par une façade gouttereau rectangulaire.

- Maison romane de Gand ou Spijker (Graslei n° 10) : c’est la « vedette » du Graslei, et la maison la plus ancienne. Édifié en pierres gris sombre, pour la plupart non équarries, il attire l’attention par son aspect ancien et austère, presque lugubre. Le nom de cet édifice, archaïsme régional désignant un entrepôt (cf. allem. Speicher), est parfois traduit en français par Étape des grains (ou Étape du blé), étape étant à entendre ici au sens ancien d’entrepôt ou de magasin de vivres. La date de sa construction ne peut être déterminée avec exactitude, mais le style architectural, similaire à celui du Borluutsteen sur le Marché-aux-Grains, et caractéristique de l’architecture civile de la période romane, donnent à supposer que le Spijker a pu être construit au XIIe siècle. Il est mentionné dans un texte de 1323, à l’occasion d’un remaniement et d’une extension. Les fenêtres, à arc plein cintre, se fermaient à l’aide de vantaux de bois et servaient à la ventilation. Après un incendie, qui en dévasta tout l’intérieur en 1896, le bâtiment fut complètement restauré en 1902. Il héberge actuellement un restaurant huppé.

- Maison du Tonlieu (Tolhuisje, Graslei n° 11) : cette maisonnette, jadis un des lieux les plus fréquentés du port, fut érigée en 1682, probablement pour remplacer une maison d’octroi antérieure en bois. Y tenaient bureau les percepteurs municipaux chargés de percevoir les droits d’entreposage. Elle fut fidèlement restaurée en 1912 (architecte J. De Waele).

- Tweede Korenmetershuis ('Deuxième Maison des mesureurs de grains', Graslei n°12) : cet édifice fut acquis par les jaugeurs de blé en 1540, pour remplacer l’immeuble du n°9. À la façade en bois originelle, le propriétaire substitua en 1698 l’actuelle façade, en brique et grès, de facture générale gothique, mais parsemée d’éléments baroques. Cette maison également fut (fidèlement) restaurée au début du XXe siècle.

- Maison des Francs-Bateliers (Gildenhuis der Vrije Schippers, Graslei n° 14 — il n'y a pas de n° 13) : l'immeuble acheté en 1530 par la guilde des francs bateliers fut dépouillé un an plus tard de sa façade de bois et doté d'une nouvelle façade de style gothique, mais présentant çà et là quelques éléments renaissance. Le panneau au-dessus de la porte d’entrée est orné d’une caravelle sculptée. Les pierres de parement comprises entre les fenêtres du 2e et du 3e étage portent les armoiries de Charles Quint, ainsi que les armes de Flandre, de Gand, et des trois territoires sur lesquels s’étendait son règne (Bourgogne, domaine des Habsbourg, et Castille et Léon).

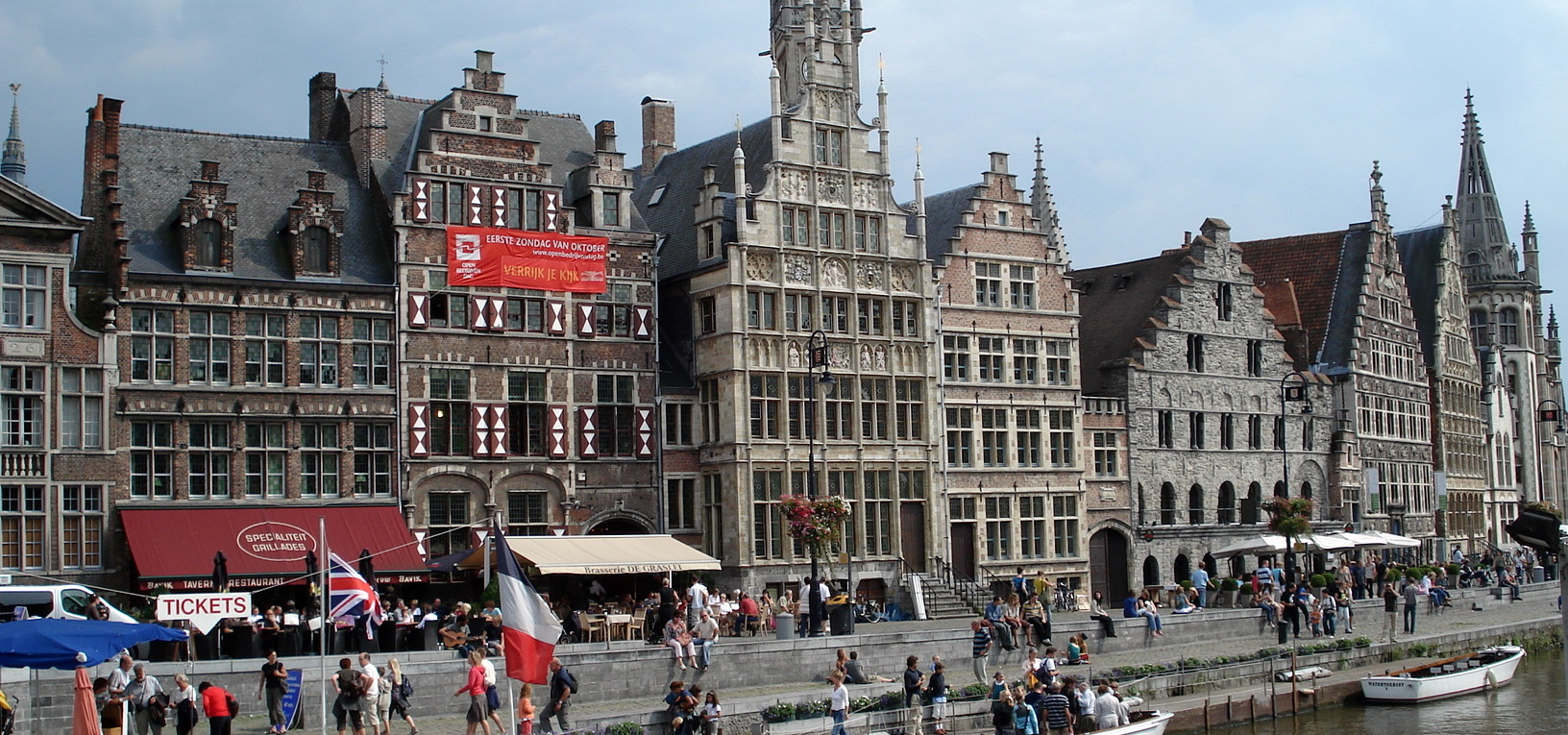
Graslei (q. aux Herbes), de g. à dr. : De Beerie (visible partiellement ; le millésime complet inscrit sur la façade est 1726) ; Den Witten Leeuw (derrière le drapeau britann.) ; le n°7 (derrière le drapeau franç.) ; Den Enghel (en saillie par rapport au précédent) ; Eerste Korenmetershuis ; Spijker (pierre grise, derrière les parasols) ; le minuscule Tolhuis ; Tweede Korenmetershuis ; Vrije Schippers.

## Galerie

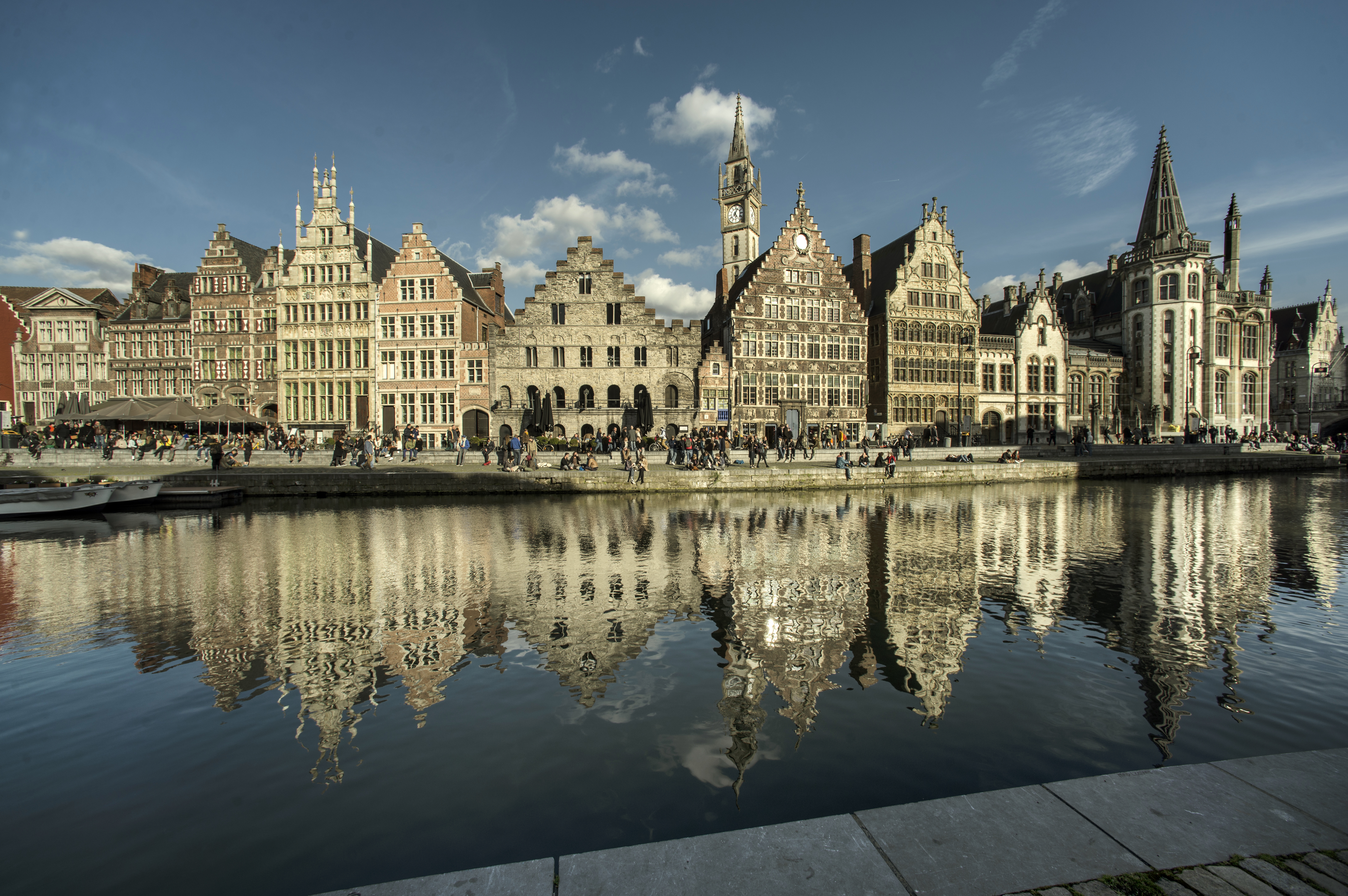
Vue générale du Graslei
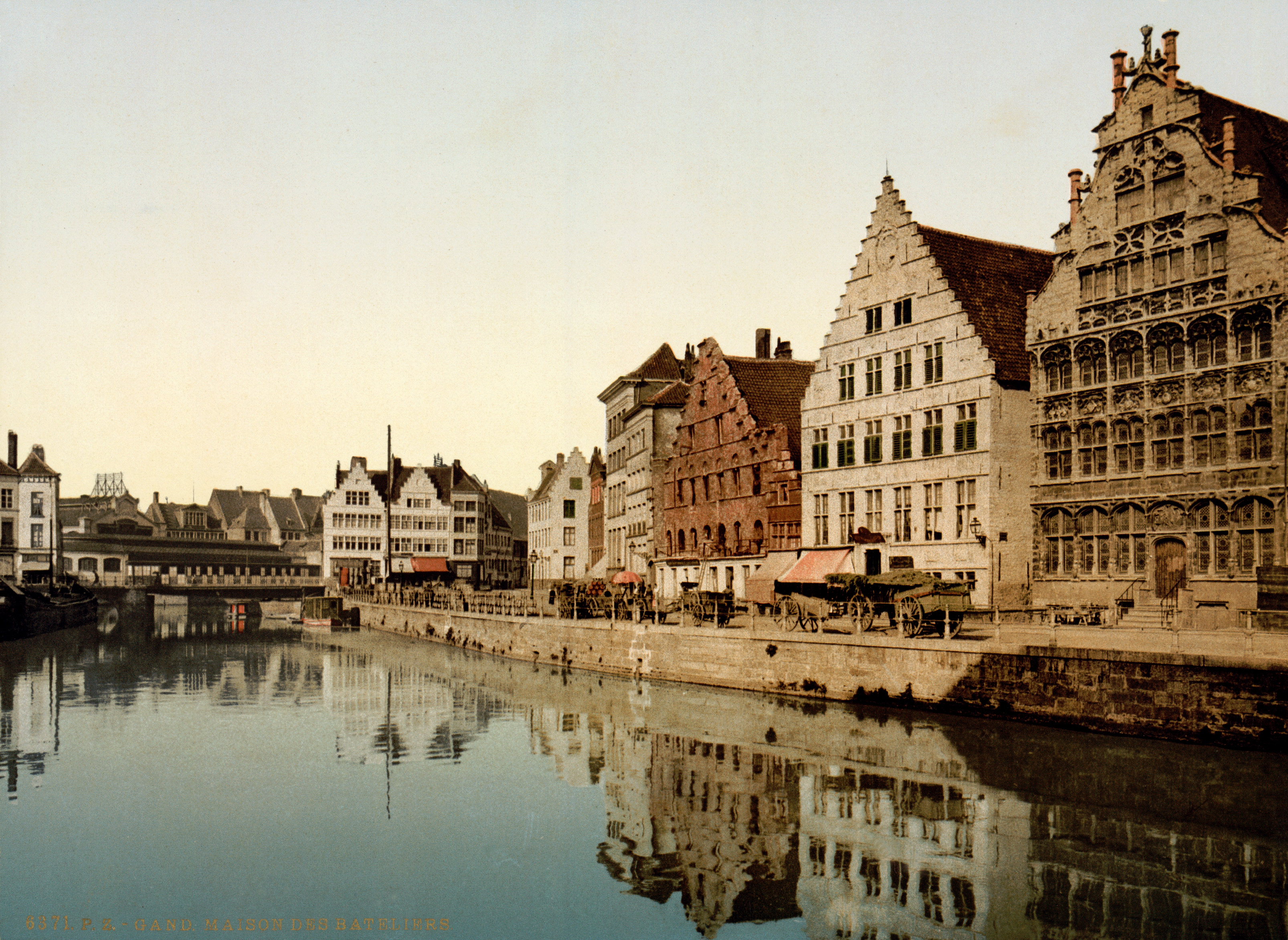
Vue du Graslei en 1890, avant sa grande restauration
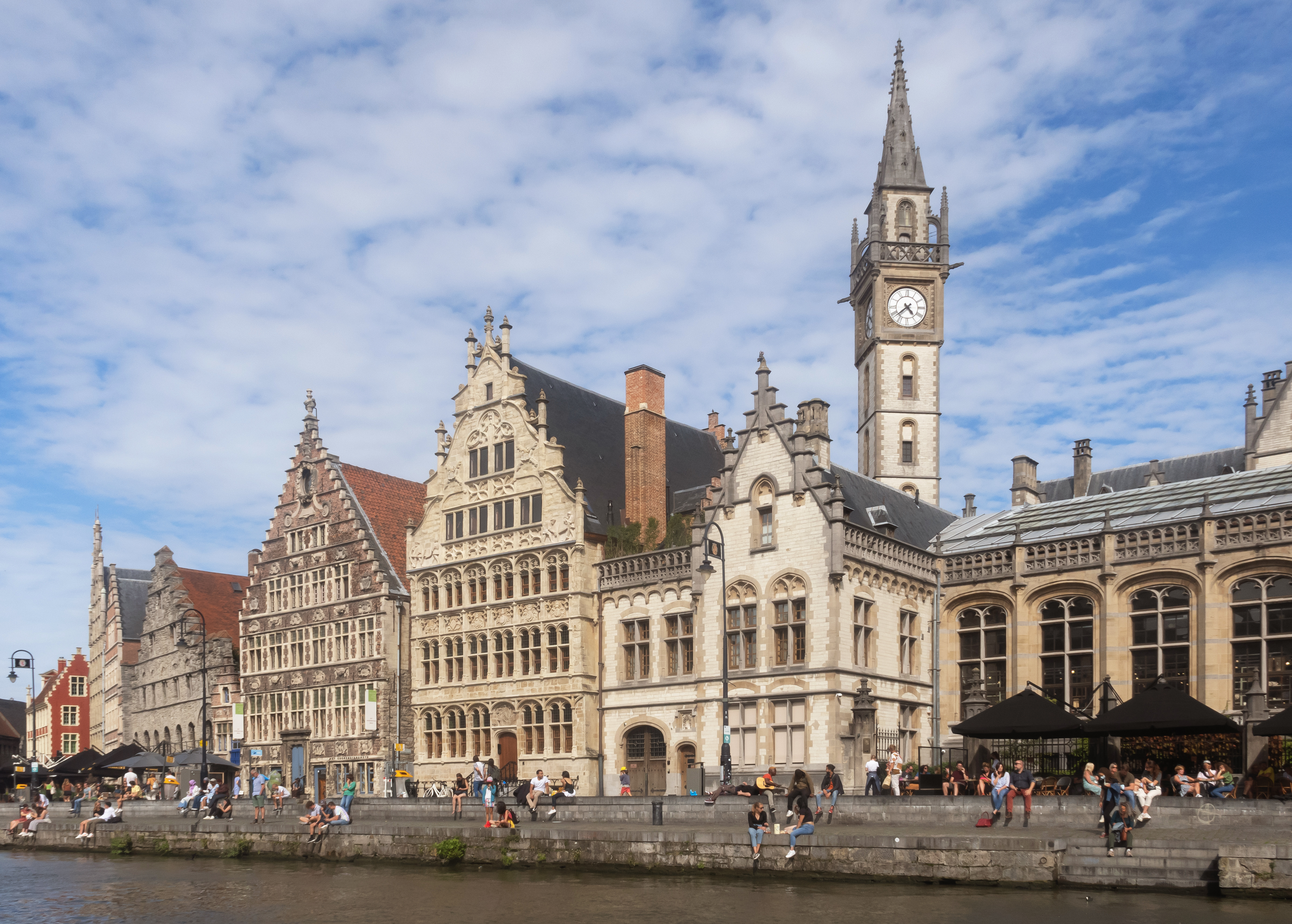
Le Graslei depuis le Korenlei
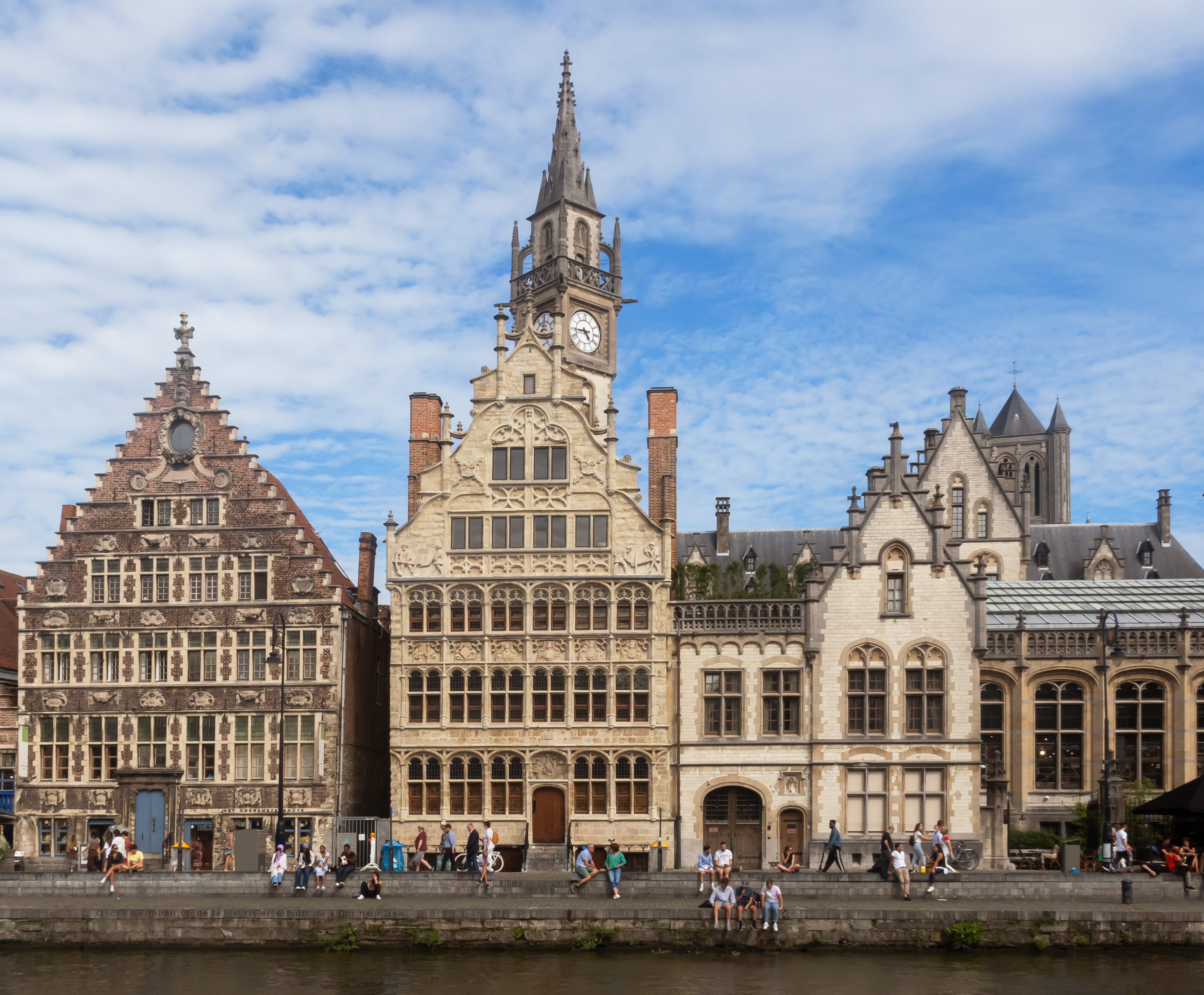
Le Graslei depuis le Korenlei
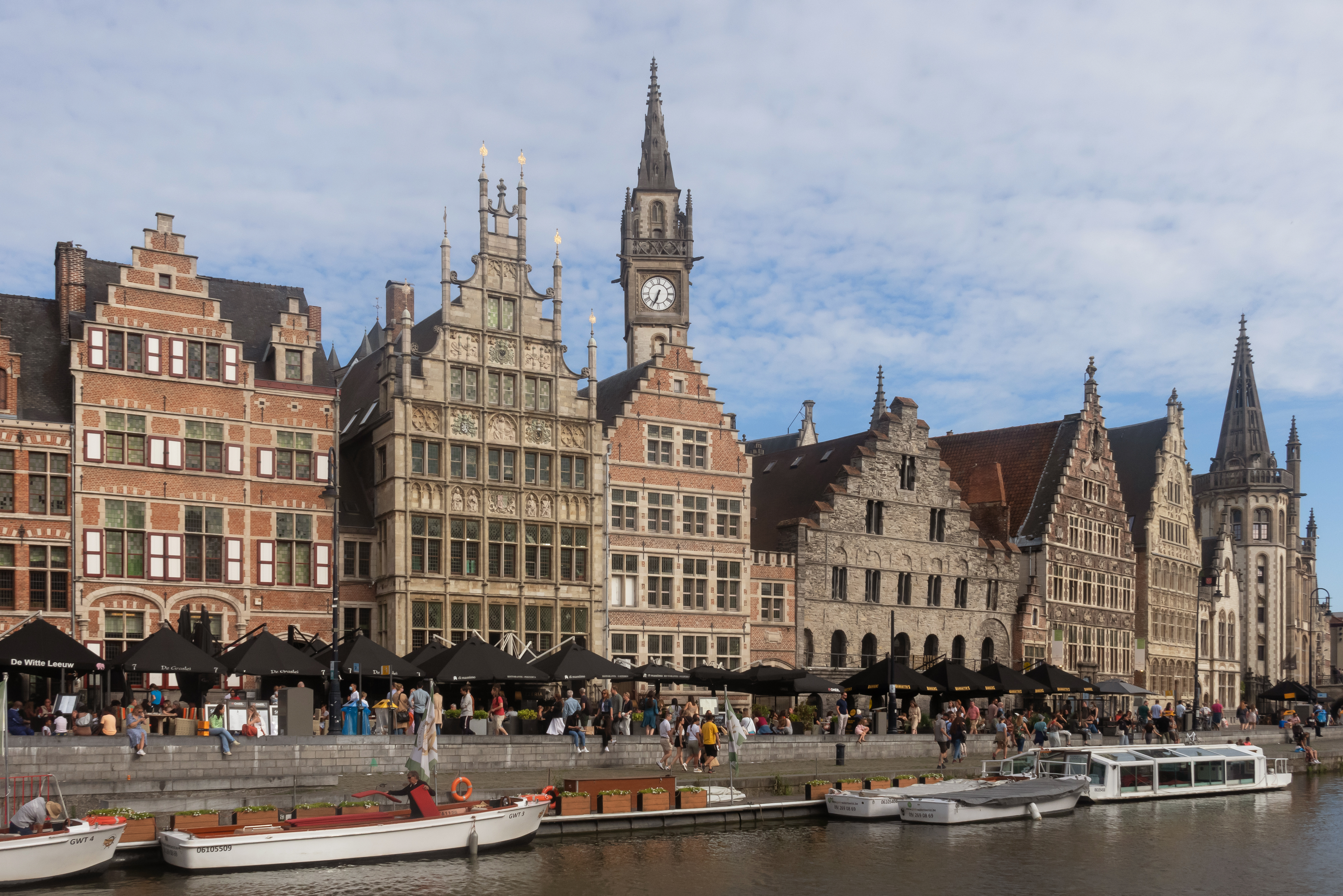
Le Graslei depuis le Korenlei
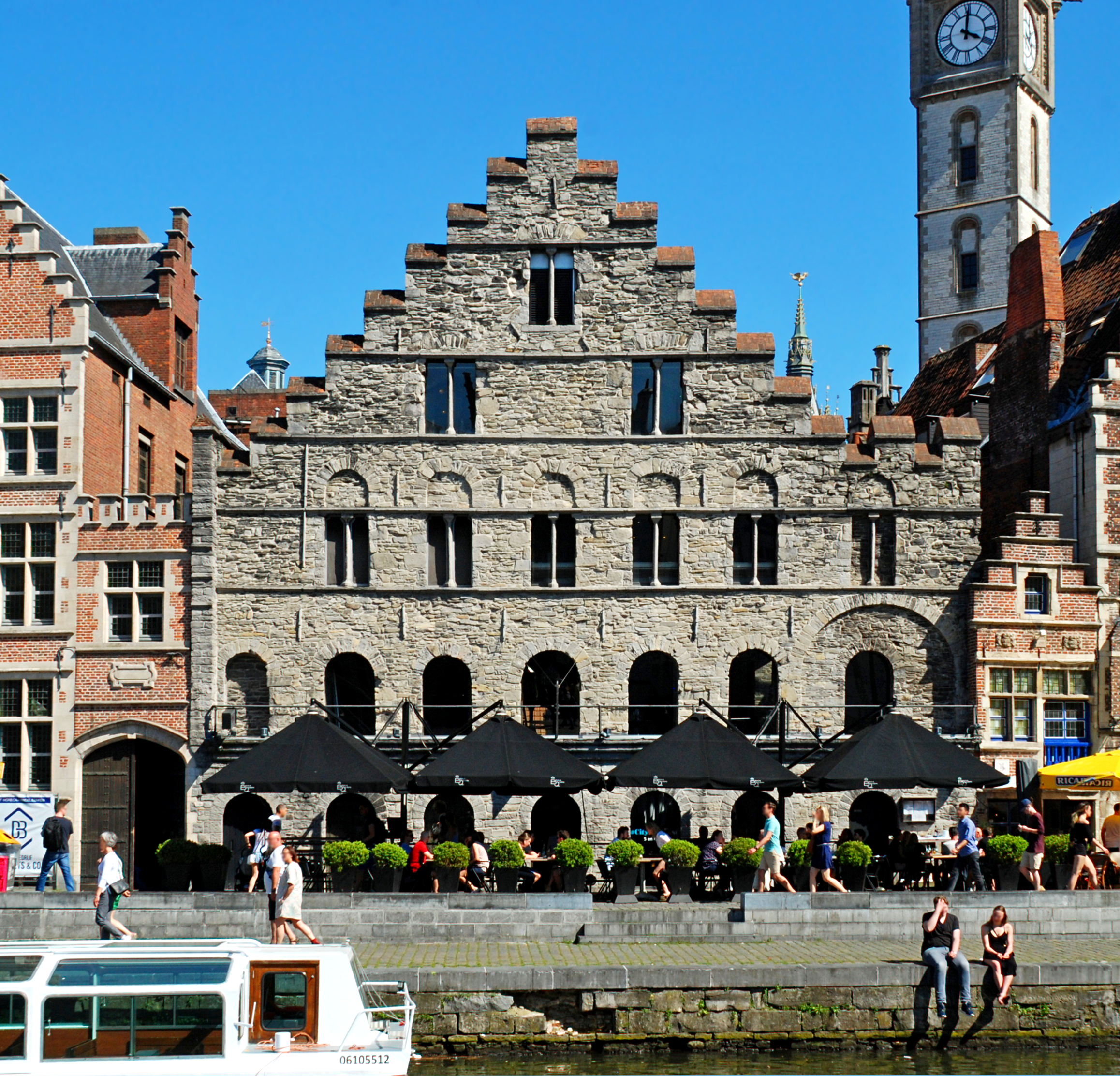
La Maison romane de Gand ou Spijker, construit au XIIe siècle, et la plus ancienne et célèbre maison du Graslei. À droite: la très petite maison du tonlieu.
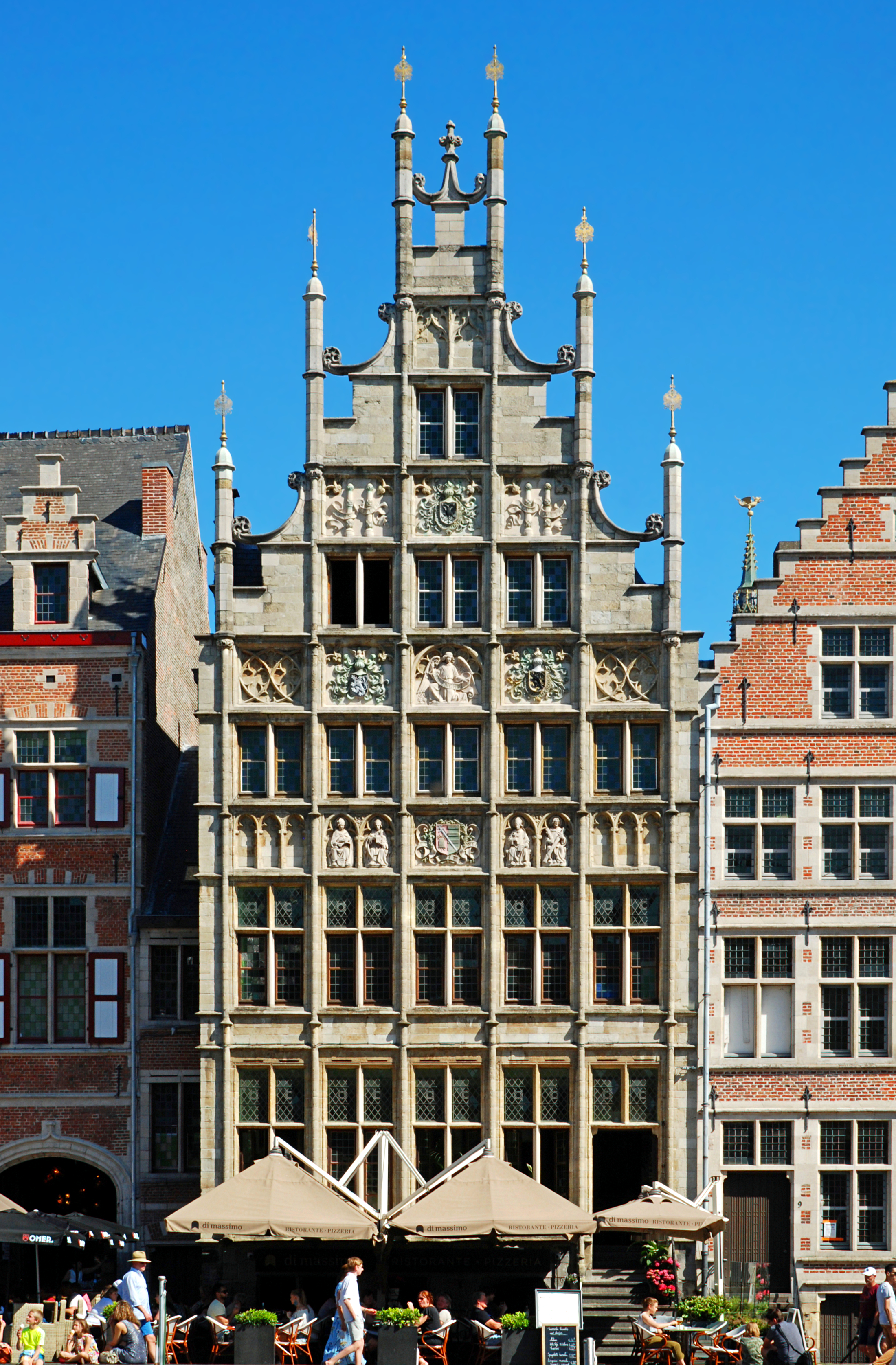
La Maison Den Enghel (façade de 1912).
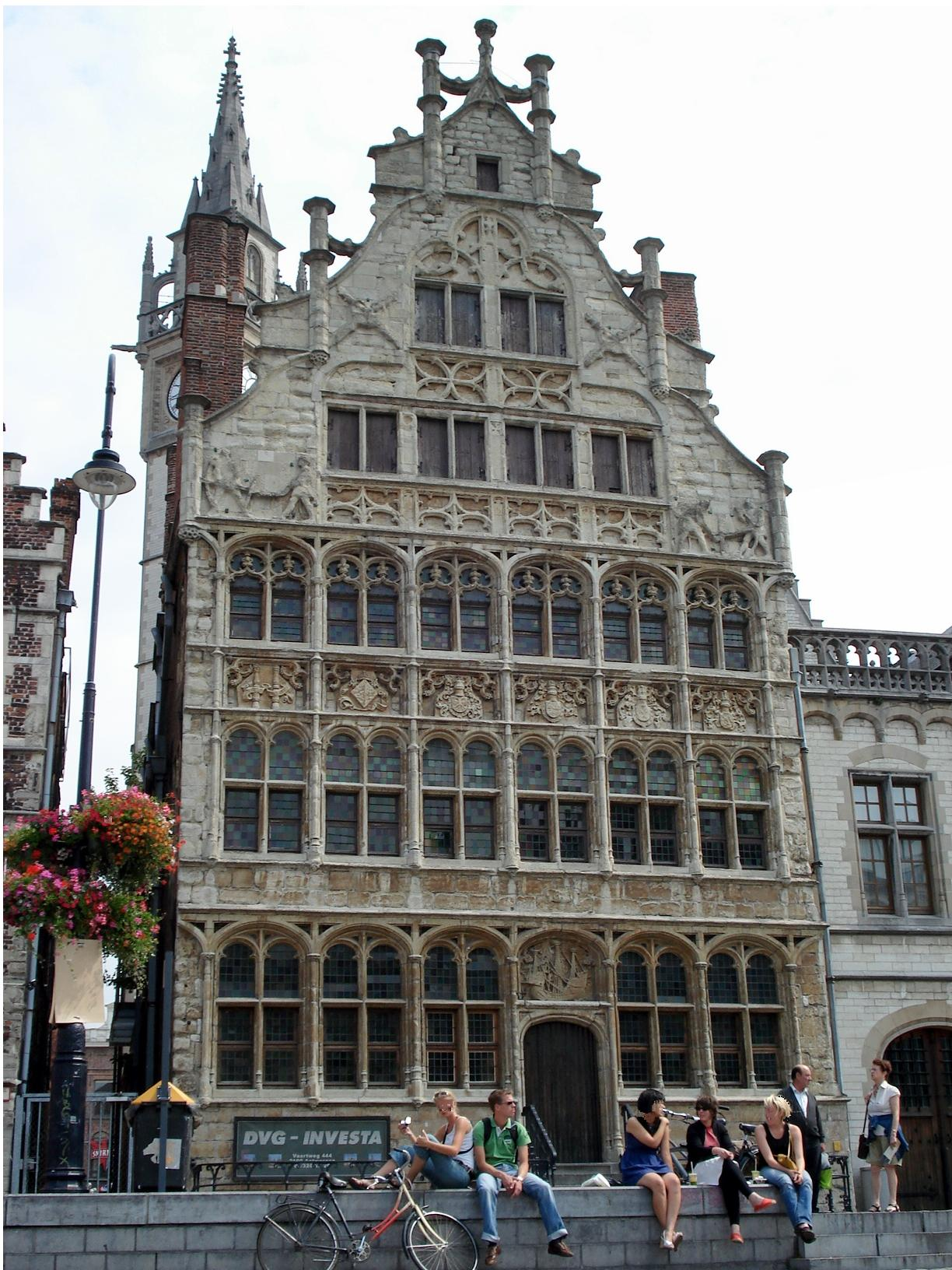
La Maison des Francs-Bateliers, dont la façade date de 1531.
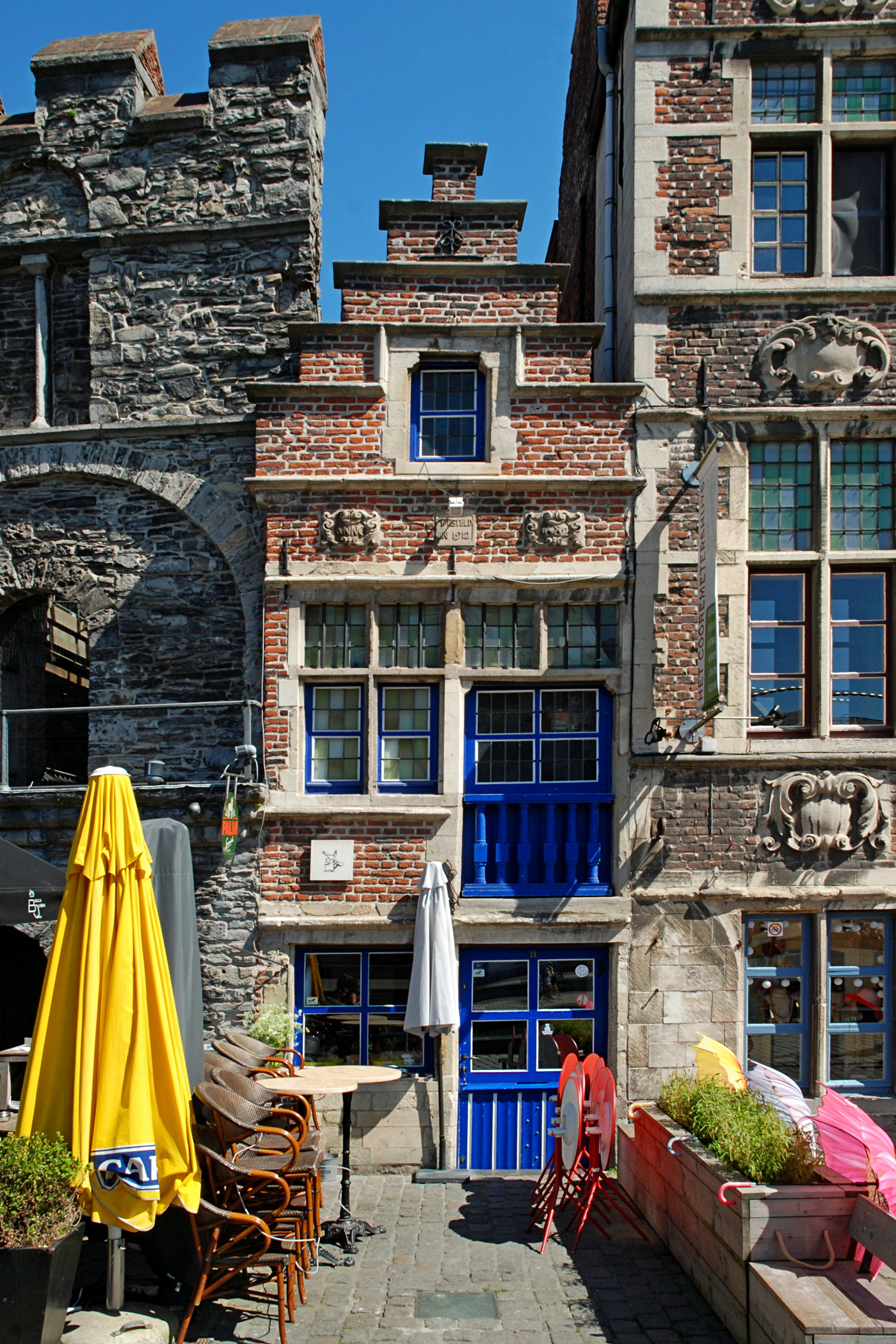
La Maison du Tonlieu (Tolhuisje, 1682).
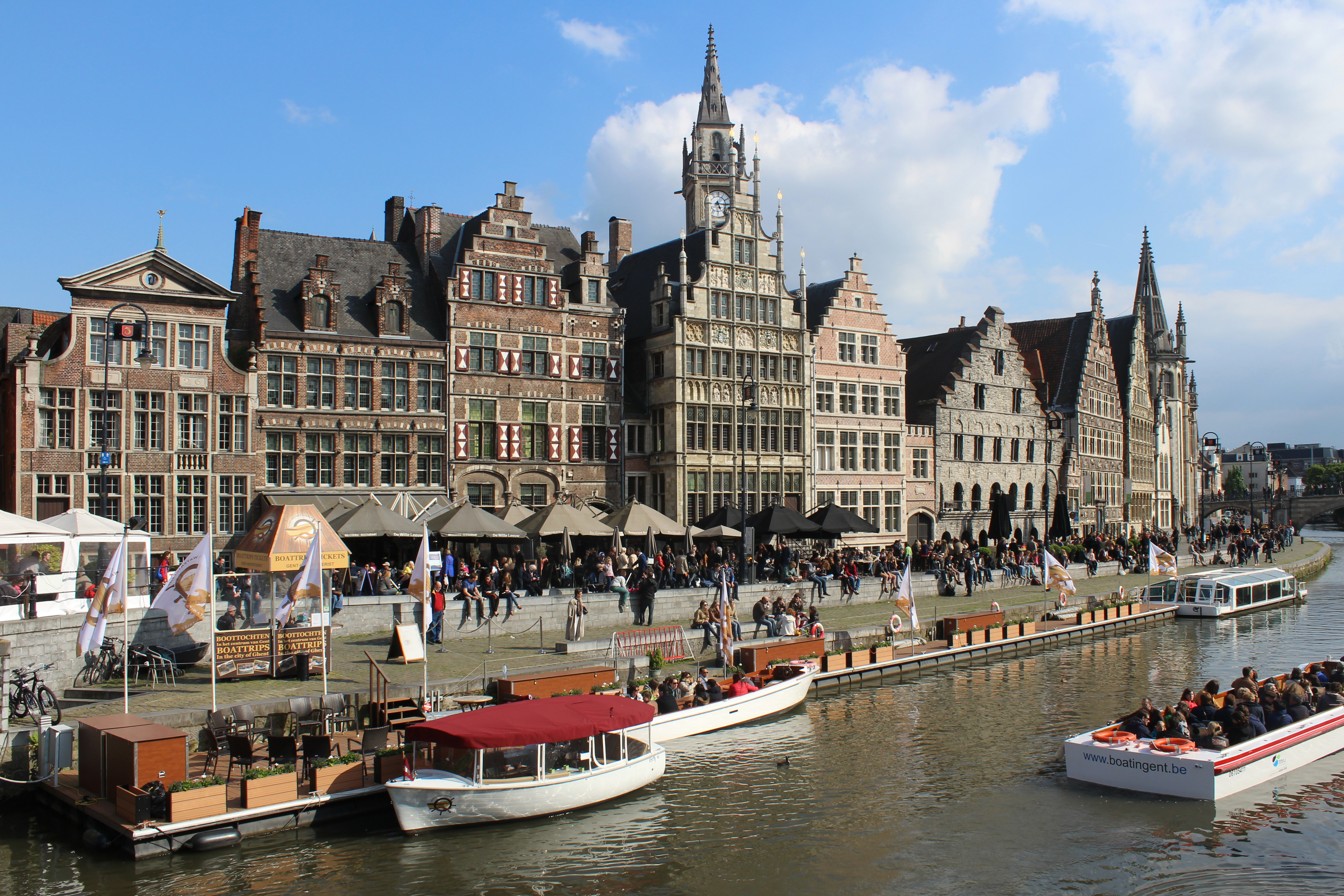
La rue, la rivière et les bâtiments.